# Jabes Saralegui
Jabes Saralegui, né le 12 avril 2003 à General Ramírez en Argentine, est un footballeur argentin qui évolue au poste de milieu central au CA Tigre, en prêt de Boca Juniors.

## Biographie

### En club
Né à General Ramírez dans la province d'Entre Ríos en Argentine, Jabes Saralegui est formé par l'un des clubs les plus importants du pays, Boca Juniors. En octobre 2022 il signe son premier contrat professionnel avec Boca.
C'est avec ce club qu'il joue son premier match officiel en professionnel, le 25 octobre 2023, lors d'une rencontre de Copa de la Liga Profesional de Fútbol face au Racing Club. Il est titularisé et son équipe est battue par deux buts à un.
Malgré des débuts prometteurs, Jabes Saralegui n'entre plus dans les plans de l'entraîneur Fernando Gago, et le 31 janvier 2025, il rejoint le CA Tigre sous la forme d'un prêt d'une saison. Le club dispose d'une option d'achat sur le joueur.
Saralegui marque son premier but pour Tigre le 11 février 2025, lors d'une rencontre de championnat face au Racing Club. Titulaire, il marque au bout de quatre minutes de jeu, et permet ainsi à son équipe de s'imposer (1-0 score final),.
Le jeune milieu de terrain s'installe rapidement au sein du onze titulaire de Tigre, s'imposant même comme un joueur clé de l'équipe sous les ordres de Diego Dabove (en), ce dernier estimant que son joueur a le niveau pour jouer à un niveau supérieur et notamment à Boca.